# Schlittschuh Club Rapperswil-Jona Lakers
Les Schlittschuh Club Rapperswil-Jona Lakers sont un club de hockey sur glace de la ville de Rapperswil-Jona dans le canton de Saint-Gall, en Suisse.
Il évolue en National League et est entraîné par Jeffrey Tomlinson (en).

## Histoire
Jusqu'en 2005, le club se nommait SC Rapperswil-Jona.

### Divers
Quelques chiffres sur l'histoire du club en LNA :
- 1er match en LNA : 17 septembre 1994
- 1re victoire en LNA : 2 octobre 1994, 5-3 contre le CP Berne
- 1re star de la LNH en LNA : arrivée de Doug Gilmour des Maple Leafs de Toronto, le 15 novembre 1994 lors du lock-out de la saison 1994-1995
- Plus de minutes de pénalités en un match (2 équipes) : 276 min contre le Lausanne HC lors de la saison 1995-1996, le 28 novembre 1995
- Plus haute défaite : 0-12, le 16 février 2013 à Kloten

## Palmarès
- LNB
  - 1994 et 2018

- Coupe de Suisse
  - 2018

## Effectif actuel
| No    | Nom                      | Nat. | Position  | Arrivée                       |
| ----- | ------------------------ | ---- | --------- | ----------------------------- |
| +060, | Melvin Nyffeler          |      | Gardien   | 2015 - HC Fribourg-Gottéron   |
| +074, | Ivars Punnenovs          |      | Gardien   | 2024 - Lausanne HC            |
| +003, | Emil Djuse – A           |      | Défenseur | 2021 - HK Spartak Moscou      |
| +004, | Jacob Larsson            |      | Défenseur | 2024 - Senators de Belleville |
| +007, | Luca Capaul              |      | Défenseur | 2023 - EHC Kloten             |
| +009, | Mika Henauer             |      | Défenseur | 2024 - CP Berne               |
| +011, | Fabian Maier             |      | Défenseur | 2016 - HC Thurgovie           |
| +014, | Colin Gerber             |      | Défenseur | 2023 - CP Berne               |
| +017, | Igor Jelovac – A         |      | Défenseur | 2024 - Lausanne HC            |
| +023, | Robert Nardella          |      | Défenseur | 2024 - HV71                   |
| +052, | Philip Holm              |      | Défenseur | 2024 - Örebro HK              |
| +064, | Benjamin Quinn           |      | Défenseur | 2024 - GCK Lions              |
| +081, | Iñaki Baragano           |      | Défenseur | 2021 - Lausanne HC            |
| +008, | Mats Alge                |      | Attaquant | 2022 - EV Zoug                |
| +018, | Jeremy Wick              |      | Attaquant | 2020 - Genève-Servette HC     |
| +023, | Nico Dünner – C          |      | Attaquant | 2019 - SC Langenthal          |
| +028, | Yannick-Lennart Albrecht |      | Attaquant | 2021 - EV Zoug                |
| +033, | Valentin Hofer           |      | Attaquant | 2024 - HC Ambrì-Piotta        |
| +040, | Jonas Taibel             |      | Attaquant | 2023 - Wildcats de Moncton    |
| +046, | Pontus Åberg             |      | Attaquant | 2024 - Barys                  |
| +047, | Jan Hornecker            |      | Attaquant | Formé au Club                 |
| +049, | Victor Rask              |      | Attaquant | 2023 - HC Fribourg-Gottéron   |
| +071, | Nicklas Jensen           |      | Attaquant | 2022 - Jokerit                |
| +072, | Gian-Marco Wetter        |      | Attaquant | 2019 - HC Davos               |
| +088, | Malte Strömwall          |      | Attaquant | 2024 - Frölunda HC            |
| +089, | Dominic Lammer           |      | Attaquant | 2021 - HC Lugano              |
| +094, | Sandro Zangger           |      | Attaquant | 2021 - HC Lugano              |
| +095, | Tyler Moy – A            |      | Attaquant | 2022 - Genève-Servette HC     |

## Numéro retiré
- #6  Cyrill Geyer